# Campeonato Tocantinense de Futebol de 2019
O Campeonato Tocantinense de Futebol de 2019 foi a 27ª edição da principal competição de futebol do estado do Tocantins. O campeonato teve início no dia 5 de abril de 2019, e teve seu termino em 23 de junho de 2019.

## Regulamento[1]
O Campeonato Tocantinense de Futebol de 2019 foi disputado em duas fases: 
- a) 1ª Fase – 2 grupos com cinco times cada
- b) 2ª Fase – 3 grupos com 2 times cada
- c) 3ª Fase – Fase Final

O Campeonato será disputado em tres fases, sendo a primeira com dez times divididos em dois grupos “A” e “B”, com cinco equipes cada, onde jogarão entre si, conforme tabela, em jogos de ida e volta, dentro de cada grupo e somatória de pontos, classificando-se para segunda fase, as três associações de cada grupo que somar o maior número de pontos ao final da primeira fase, totalizando seis equipes classificadas para disputa da segunda fase.
Já na segunda fase, os seis times, classificados no primeiro turno, serão distribuídas em três grupos de duas equipes, conforme tabela, denominados como “C”, “D” e “E”, que jogarão entre si em jogos de Ida e Volta conforme tabela, dentro de seus respectivos grupos e somatória de pontos, classificando-se as vencedoras de cada grupo, totalizando três equipes classificadas para disputarem a fase final.
Além das vencedoras de cada grupo da segunda fase, mais um clube se classificará por Índice Técnico, será o que obtiver a melhor campanha na referida fase, totalizando assim quatro equipes para disputa da semifinal conforme tabela.
Na semifinal e final, disputadas em duelos de ida e volta, havendo empate em pontos e saldo de gols, será dado dois tempos de 15 minutos (prorrogação) e persistindo o empate, a decisão irá para os pênaltis, o campeão disputará a Copa do Brasil de 2020, Série D de 2020 e Copa Verde de 2020. O vice-campeão disputa apenas a Série D de 2020 e Copa Verde de 2020.

### Critério de desempate
Os critério de desempate foram aplicados na seguinte ordem:
1. Maior número de vitórias
2. Maior saldo de gols
3. Maior número de gols pró (marcados)
4. Confronto direto (somente entre dois clubes)
5. Sorteio

## Equipes Participantes
O Gurupi desistiu de participar da competição por falta de patrocínio.

## Primeira Fase

### Grupo B
- *O Araguaína foi punido com a perda de quatro pontos por escalação de jogador irregular.[4]

## Segunda Fase
Em itálico, o time que possui o mando de campo no primeiro jogo do confronto e em negrito o time vencedor do confronto.
| Equipe 1         | Total | Equipe 2       | 1.º jogo | 2.º jogo |
| ---------------- | ----- | -------------- | -------- | -------- |
| Interporto       | 3–4   | Tocantinópolis | 2–3      | 1–1      |
| Força Jovem      | 5–1   | Sparta         | 3–0      | 2–1      |
| Atlético Cerrado | 0–5   | Palmas         | 0–4      | 0–1      |

## Fase Final
Em itálico, o time que possui o mando de campo no primeiro jogo do confronto e em negrito o time vencedor do confronto.
|  | Semifinais     | Semifinais | Semifinais | Semifinais |   |                | Final | Final | Final | Final |
|  |                |            |            |            |   |                |       |       |       |       |
|  | Interporto     | 2          | 1          | 3          |   |                |       |       |       |       |
|  | Palmas         | 2          | 2          | 4          |   |                |       |       |       |       |
|  | Palmas         | 2          | 2          | 4          |   | Tocantinópolis | 0     | 1     | 1     |       |
|  |                |            |            |            |   | Tocantinópolis | 0     | 1     | 1     |       |
|  |                | Palmas     | 1          | 3          | 4 |                |       |       |       |       |
|  | Tocantinópolis | Palmas     | 1          | 3          | 4 | 1              | 1     | 2     |       |       |
|  | Tocantinópolis |            |            |            |   | 1              | 1     | 2     |       |       |
|  | Força Jovem    | 0          | 1          | 1          |   |                |       |       |       |       |

## Premiação
| Campeonato Tocantinense de Futebol de 2019 |
| ------------------------------------------ |
| Palmas                                     |
| Palmas (7º título)                         |